# Георги Шопов (опълченец)
Георги Попович Шопов е български революционер, опълченец.

## Биография
Георги Шопов е роден в 1844 година в неврокопското село Старчища, тогава в Османската империя, днес в Гърция. Участва като доброволец в Сръбско-турската война през 1876 година. След края на войната се оттегля в Румъния и след избухването на Руско-турската война се записва доброволец в 1 рота на 6 опълченска дружина. Участва в сраженията при Казанлък и Шейново. При избухването на Сръбско-българската война в 1885 година отново е доброволец в Българската армия. Носител е на 13 ордена „За храброст“ и много медали.
Умира в София през октомври 1920 година.